# Fragmentos (Aristóteles)

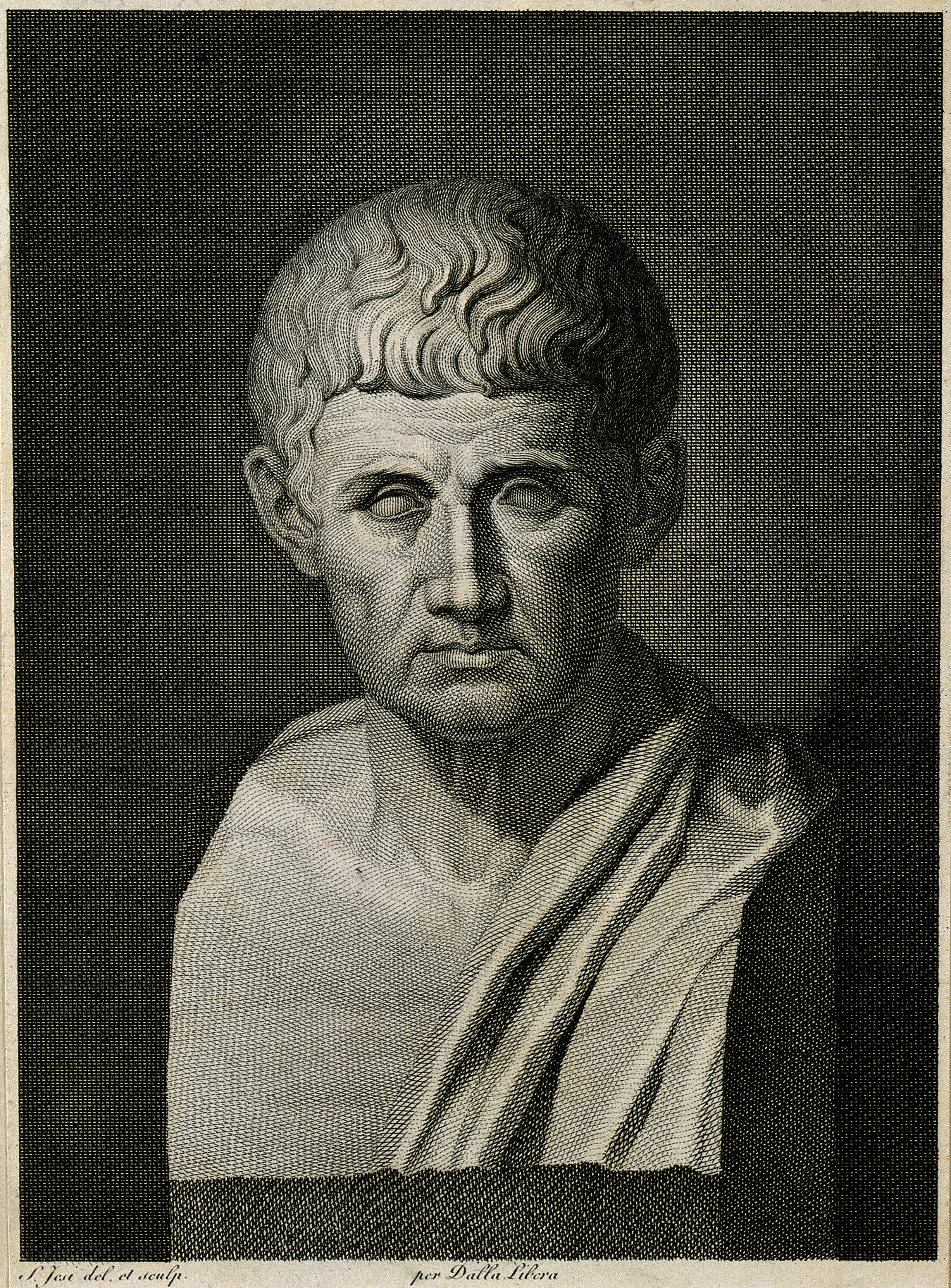
Grabado de Aristóteles

Los Fragmentos de Aristóteles son un grupo de obras perdidas exotéricas de dicho autor que sobrevivieron en fragmentos.

## Historia
"[...] ya se sabe que, si de Platón conservamos las obras exotéricas, de Aristóteles conservamos sobre todo las esotéricas. Fácil es sospechar que las obras desaparecidas de Aristóteles hubieran contentado mejor nuestras exigencias artísticas, por lo mismo que se dirigían a públicos generales, cuando una autoridad como Cicerón asegura que eran el río de oro de la elocuencia [...]"
Alfonso Reyes. La crítica en la Edad Ateniense, Obras completas, p. 205.

Este grupo de obras no forman parte del "Corpus Aristotelicum" con la enumeración de Bekker, sin embargo, se incluyeron en el quinto volumen de la edición de Bekker, editado por Valentin Rose. Estos no se citan con los números de Bekker, sino según los números de los fragmentos. La primera edición de Rose de los fragmentos de Aristóteles fue Aristoteles Pseudepigraphus (1863).
Como sugiere el título, Rose consideró que todas eran falsas. La numeración de los fragmentos en una edición revisada por Rose, publicada en la serie Teubner, "Aristotelis qui ferebantur librorum fragmenta", 1886, todavía se usa comúnmente, aunque hay una edición más actual con una numeración diferente de Olof Gigon (publicada en 1987 como nuevo volumen 3 en la reimpresión de Walter de Gruyter de la edición Bekker), y una nueva edición de Gruyter de Eckart Schütrumpf en preparación.

## Obras

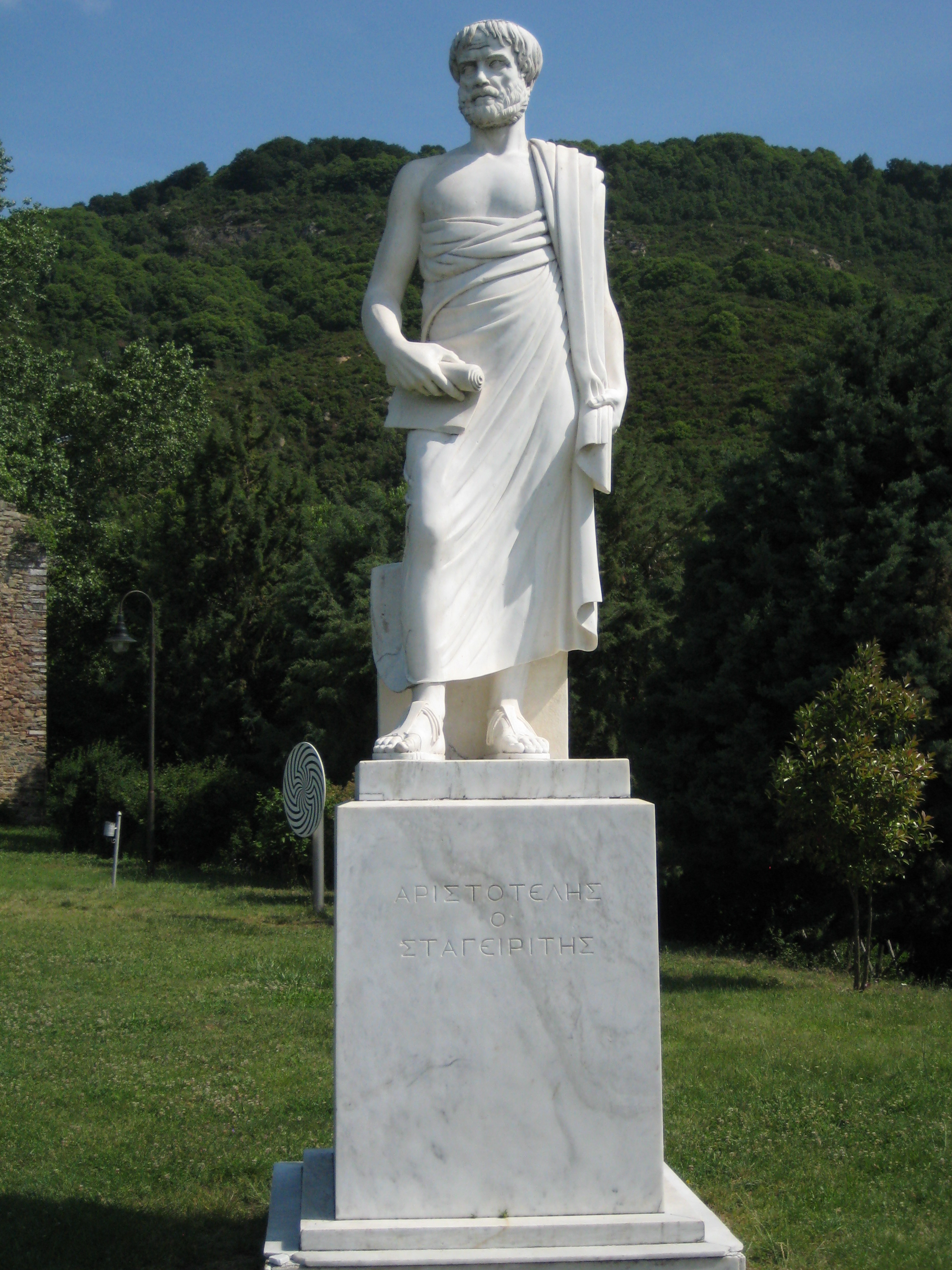
Estatua de Aristóteles

La mayoría de los fragmentos de Aristóteles, pertenecen a su obra exotérica, es decir, a la que estaba destinada al público. Las obras incluyen diálogos como: Sobre la filosofía, Eudemo o Sobre el alma, Sobre la justicia, Sobre la educación... Las obras, posiblemente ilegítimas, como Sobre las Ideas, sobrevivieron mediante citas de Alejandro de Afrodisias en su comentario sobre la metafísica de Aristóteles. El comentarista Elías expresa que la diferencia entre los diálogos y los tratados del Corpus es que en los primeros enseña creencias de otros y los segundos sus creencias propias.
La mayoría de los textos pertenecen al primer periodo intelectual de Aristóteles en la Academia de Platón (368-348 a. C.). Quizá el primer escrito exotérico fue el Grillo o Sobre la Retórica, un ataque hacia Isócrates, mientras que los últimos fueron el Protréptico y Sobre la filosofía. Estas fueron las obras más conocidas de Aristóteles en la Antigüedad. Otro de sus primeros diálogos es el Eudemo, o Sobre el alma, el cual está inspirado en el Fedón de Platón y toma su nombre de Eudemo de Chipre, un amigo de Aristóteles. En la misma época probablemente perteneció el Protréptico, una exhortación a la vida filosófica. Posteriormente se asigna al diálogo Sobre la filosofía, el cual Aristóteles da una visión platónica del progreso de la humanidad, pero apartándose de Platón (348-335 a. C.). Este diálogo pertenece poco más o menos a la misma fecha que las primeras partes de la Metafísica. A un período todavía más tardío pertenecen el Alejandro o Sobre los colonos y Sobre la monarquía. De otros diálogos no quedan casi más que los nombres.
Además de estas obras, se encuentran poemas y las cartas.

### Listado de fragmentos

#### Testimonios
Se comprende en un listado de citas y testimonios hacia los fragmentos de parte de Aristóteles y también comentaristas griegos.

#### Diálogos
- Grillo o Sobre la Retórica (360 a. C.)[7]
- Simposio
- Sofista
- Eudemo o Sobre el alma (354 a. C.)[7]
- Nerinto
- Erótico
- Protréptico (351 a. C.)[7]
- Sobre la riqueza
- Sobre la oración
- Sobre la nobleza
- Sobre el placer
- Sobre la educación
- Sobre la realeza
- Alejandro o Sobre la colonización
- Político
- Sobre los poetas
- Sobre la filosofía
- Sobre la justicia

#### Obras lógicas
- Sobre los problemas
- Divisiones
- Anotaciones
- Categorías
- Sobre los contrarios

#### Obras filosóficas
- Sobre el Bien
- Sobre las Ideas
- Sobre los pitagóricos
- Sobre la filosofía de Arquitas
- Sobre Demócrito

#### Poemas
Recopilación de poemas de Aristóteles citados por comentaristas griegos, de los cuales se han conservado tres especímenes y las cartas.